# Benoît Lobet
Pour les articles homonymes, voir Lobet.
Benoît Lobet est un prêtre et un théologien belge né à Louvain en 1957.

## Biographie
Après des études de lettres classiques (agrégation, 1980) et de philosophie à l'Université catholique de Louvain, il est ordonné prêtre du diocèse de Tournai en 1984 et passe une maîtrise de théologie à l'Institut catholique de Paris en 1986. Depuis lors, il a enseigné la théologie dans divers instituts belges, comme l'Institut Cardijn de Louvain-La-Neuve (jusqu'en 2020).  Il a été maître de conférences invité à la Faculté de théologie de l'Université catholique de Louvain et est encore professeur au Grand Séminaire de Namur.  En juillet 2009, il a été nommé doyen d'Enghien et curé-doyen des entités d'Enghien et de Silly, fonction qu'il a exercée depuis septembre 2009. Le 6 juin 2012, il a en outre été nommé doyen principal de la région pastorale d'Ath ("Doyenné du Pays d'Ath") dans le diocèse de Tournai, jusqu'en août 2020.  En février 2016, il a été nommé "missionnaire de la miséricorde" par le pape François.
Le 24 février 2020, le cardinal Jozef De Kesel, archevêque de Malines-Bruxelles, en accord avec Mgr Guy Harpigny, évêque de Tournai, le nomme curé-doyen de la Cathédrale Saints-Michel-et-Gudule de Bruxelles, et doyen de Bruxelles-Centre, fonctions qu'il exerce depuis septembre 2020. Il a été officiellement installé dans cette charge le dimanche 11 octobre 2020 à 11h00 à la Cathédrale de Bruxelles, en présence de S.A.R. le Prince Laurent de Belgique, par Mgr Jean Kockerols, évêque auxiliaire de Malines-Bruxelles.
Sous le titre « La Nostalgie du futur », le journaliste français Michel Cool lui a consacré un chapitre dans son essai Les nouveaux penseurs du christianisme paru chez Desclée de Brouwer en 2006.

## Prix
Auteur de plusieurs ouvrages de théologie et de spiritualité, il a reçu le Prix des écrivains chrétiens (Scriptores Christiani) et le Prix des écrivains de Wallonie.

## Publications principales
- La joie d'être sauvé. Une introduction à l'anthropologie chrétienne, Paris, Nouvelle Cité, 1989.
- Tolérance et vérité, Paris, Nouvelle Cité, 1993.
- La verità puo essere tollerante? Semplici regole per il dialogo, Rome, Città Nuova, 1995.
- Verdad puede ser tolerante? Madrid, Ciudad Nueva, 1999.
- Mon Dieu, je ne Vous aime pas !, Foi et spiritualité chez Marie Noël, Stock, 1994 et 1995, Nouvelle Cité, 2009.
- Prier quinze jours avec Georges Bernanos, Paris, Nouvelle Cité, 1998; 2e édition, 2017.
- Vie des hommes et lumières de la foi, Paris, Bayard, 2001.
- Quelle spiritualité aujourd'hui ? Dialogue avec Jacques Sojcher, Bruxelles, Labor et Éditions Couleur livres, 2002.
- Lettres à un ami prêtre. Correspondance avec Hector Bianciotti, de l'Académie Française, Paris,Gallimard, 2006[2],[3].
- Un homme, la nuit. Propos de spiritualité chrétienne, Préface par Mgr Jozef De Kesel, évêque auxiliaire de Malines-Bruxelles,  Paris, Bayard, 2009[4] = Renaître à la vie spirituelle, Préface par le Cardinal Jozef De Kesel, archevêque de Malines-Bruxelles, Paris, Salvator, 2017.
- Foi chrétienne, quelle transmission? Perspectives historiques, enjeux actuels ("Trajectoires", 19), avec H. Carrère d'Encausse, I. Saint Martin, H. Derroitte (dir.), Bruxelles, Lumen Vitae, 2009.
- La littérature, dans B. Bourgine, P. Rodrigues, P. Scolas (dir.), La margelle du puits. Adolphe Gesché, une introduction, Paris, Cerf, 2013, pp. 247-253.
- Julien Green, la foi obscure de l'homme dans sa nuit, dans Les Lettres Romanes - 69.1-2 (2015)
- Théologie et littérature dans l'Œuvre d'Adolphe Gesché, dans B. Lobet, P. Kechichian, G. Ringlet, J. Famérée (dir.), Dieu, un personnage de roman?, Bruxelles, Lumen Vitae, 2016, pp.15-22.
- Le diable comme personnage dans les romans de Georges Bernanos, dans B. Bourgine, J. Famérée et P. Scolas (dir.), En finir avec le Diable? Les enjeux d'une figure emblématique du mal, Academia/L'Harmattan, 2017, pp.59-71.
- Être prêtre. Fragments d'autobiographie spirituelle, Préface par René de Ceccatty,  Paris, Mediaspaul, 2018.
- Jugement, dans A. Montoux (dir.),  Vous voilà mon Dieu. Regards sur Marie Noël, Paris, Salvator, 2019, pp.110-120.
- "Saint Augustin et l'éco-spiritualité" dans Vies Consacrées, 2024/1, 57-66.